# 헬레 파그랄리드
헬레 파그랄리드(덴마크어: Helle Fagralid, 1976년 5월 11일 ~ )는 페로 제도계 덴마크의 배우이다.

## 출연 작품
- 슬픔을 넘어 (2013)